# Јевгениј Цуркин
Јевгениј Николајевич Цуркин (блр. Яўген Мікалаевіч Цуркін, рус. Евгений Николаевич Цуркин; Гомељ, 19. новембар 1990) белоруски је пливач чија специјалност су спринтерске трке слободним и делфин стилом. Вишеструки је национални првак и рекордер, освајач златних медаља на европским првенствима и Универзијадама и двоструки белоруски олимпијац.

## Спортска каријера
Прво веће такмичење на ком се Цуркин такмичио било је Европско првенство 2012. у Дебрецину где је освојио и прву медаљу у каријери, бронзу у трци на 50 метара делфин уз нови национални рекорд у тој дисциплини (време од 23,37 секунди). Два месеца касније дебитовао је на Олимпијским играма у Лондону, а једину дисциплину у којој се такмичио, трку на 100 слободно, окончао је на укупно 34. месту у квалификацијама.
Током 2013. учествовао је на три међународна такмичења — Универзијади у Казању (злато на 50 делфин и сребро на 100 делфин), Светском првенству у Барселони (6. место на 50 делфин и 7. место на 100 делфин) и на Европском првенству у малим базенима у Хернингу (бронзе на 50 делгин и 4×50 мешовито). Серију одличних резултата у спринтерским тркама делфин стилом наставио је и на Европском првенству 2012. у Берлину где је освојио златну медаљу у трци на 50 метара.
Цуркин је учествовао и на ЛОИ 2016. у Рију, али баш као ни четири године раније у Лондону није успео да оствари неки запаженији резултат.
Такмичио се и на светским првенствима у Казању 2015, Будимпешти 2017. и Квангџуу 2019, а једини пласман у финале остварио је на првенству у Будимпешти где је као члан штафете на 4×100 мешовито заузео осмо место.